# Templo de Kukulcán
El Templo de Kukulcán (también conocido con el nombre de «El Castillo»), es un edificio prehispánico ubicado en la península de Yucatán, en el actual estado del mismo nombre. El actual templo se construyó en el siglo XII d. C.  por los mayas itzaes en su capital, la ciudad de Chichén Itzá, fundada originalmente en el siglo VI d. C. Su diseño tiene una forma geométrica piramidal; cuenta con nueve niveles,  cuatro fachadas principales, cada una con una escalinata central, y una plataforma superior, rematada por un templete.
En esta construcción, se rindió culto a la entidad maya Kukulcán (del maya yucateco: Kꞌuꞌukꞌul Kaan ‘serpiente emplumada’), razón por la cual se pueden apreciar motivos serpentinos en la decoración arquitectónica. Por otra parte, también cuenta con simbolismos que hacen alusión a los números más importantes utilizados en el calendario solar agrícola, el calendario Tzolkin (calendario sagrado) y la rueda calendárica. La alineación de la construcción de la pirámide permite que se puedan observar diversos fenómenos de luz y sombra, los cuales se producen en su propio cuerpo durante los equinoccios y solsticios cada año.
En 1988, la Unesco declaró la ciudad maya de Chichén Itzá como Patrimonio de la Humanidad. Casi 20 años después, el cineasta suizo Bernard Weber convocó, por medio de la New Open World Corporation, una «elección global» (esto es, basada en internet y en la que teóricamente cualquiera con acceso a la red podía votar) para elegir las Nuevas maravillas del mundo, y se eligió el templo de Kukulcán desde el 7 de julio de 2007 como una de las «Nuevas siete maravillas del mundo contemporáneo». Cabe mencionar que fue esta estructura —y no el sitio arqueológico en su totalidad— la que resultó ganadora. Esta confusión se debe a que la pirámide de Kukulcán es una de las principales estructuras del lugar.

## Dimensiones

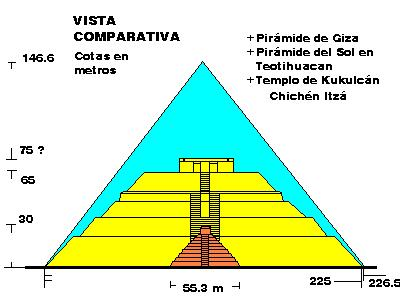
Tamaño comparativo del templo de Kukulcán con la pirámide del Sol de Teotihuacan y la pirámide de Keops.

En comparación con la pirámide de Keops en Egipto, o incluso con la pirámide del Sol de Teotihuacán, las dimensiones del basamento piramidal de Kukulcán son pequeñas:
En cuanto a la altura, la pirámide de Keops mide aproximadamente 147 m y la del Sol, 65 m sin incluir los supuestos 10 metros que tendría su templete; por su parte, la altura de 55,3 m en las bases de sus fachadas.
De tal forma, las medidas del templo de Kukulcán no rivalizan con otras construcciones similares en el mundo; incluso la pirámide de Templo del Gran Jaguar de Tikal (47 m) es más alta. Son sus características arquitectónicas, sus simbolismos calendáricos y astronómicos los que la destacan de forma particular.

## Interior del templo
En 1566 el templo fue descrito por fray Diego de Landa en el manuscrito conocido como Relación de las cosas de Yucatán; casi tres siglos más tarde John Lloyd Stephens describió de manera más minuciosa la arquitectura de la pirámide en su libro Incidentes del viaje a Yucatán, obra publicada en 1843. En esa época la zona arqueológica de Chichén Itzá se encontraba dentro de una hacienda que tenía el mismo nombre, y era propiedad de Juan Sosa. El libro decorado con litografías de Frederick Catherwood muestra la pirámide cubierta de abundante vegetación en todos sus taludes. Existen fotografías tomadas a principios del siglo XX donde aparece la pirámide cubierta parcialmente con dicha vegetación.

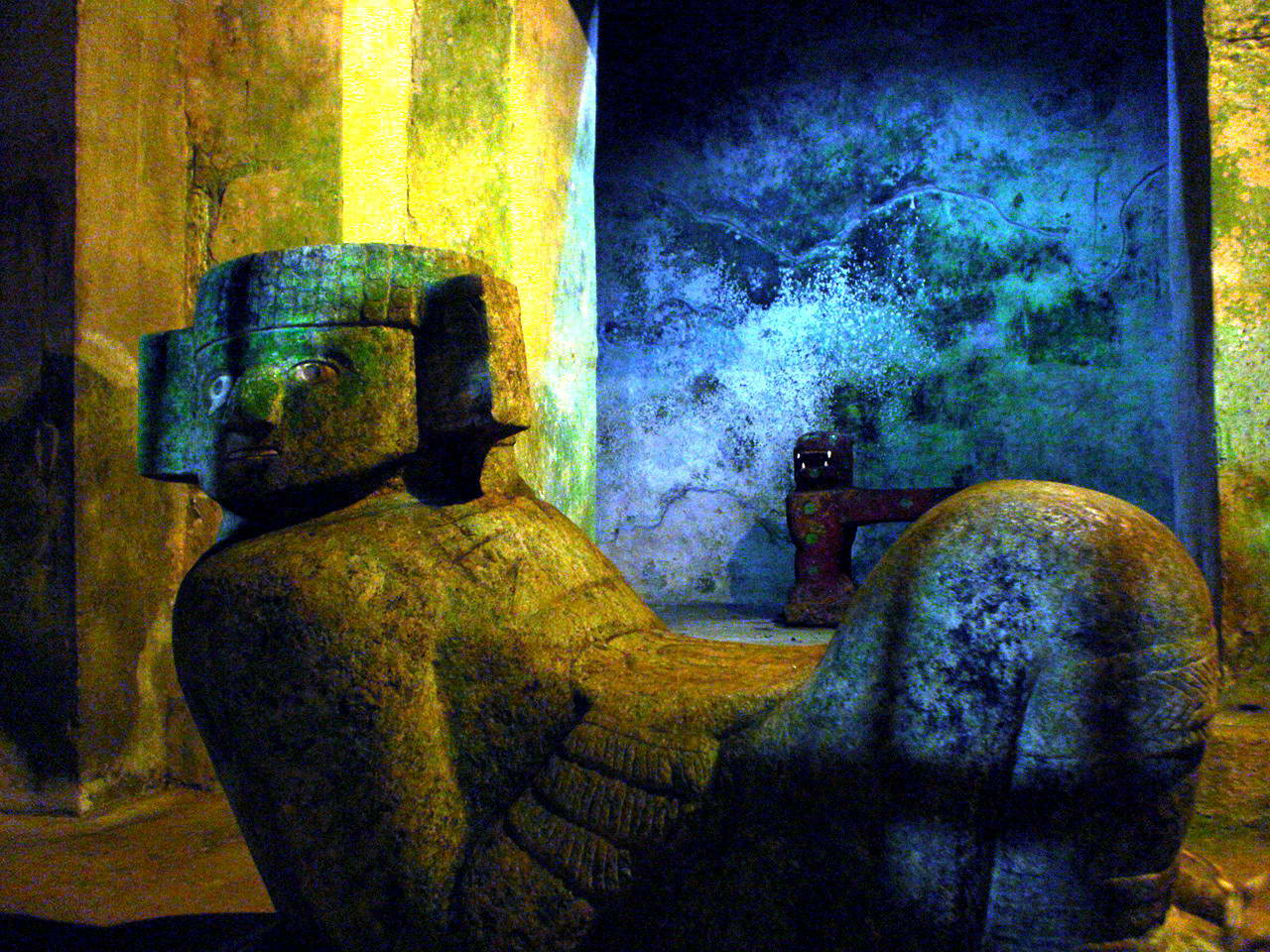
Chac Mool en la sala de las ofrendas al interior del templo de Kukulcán.

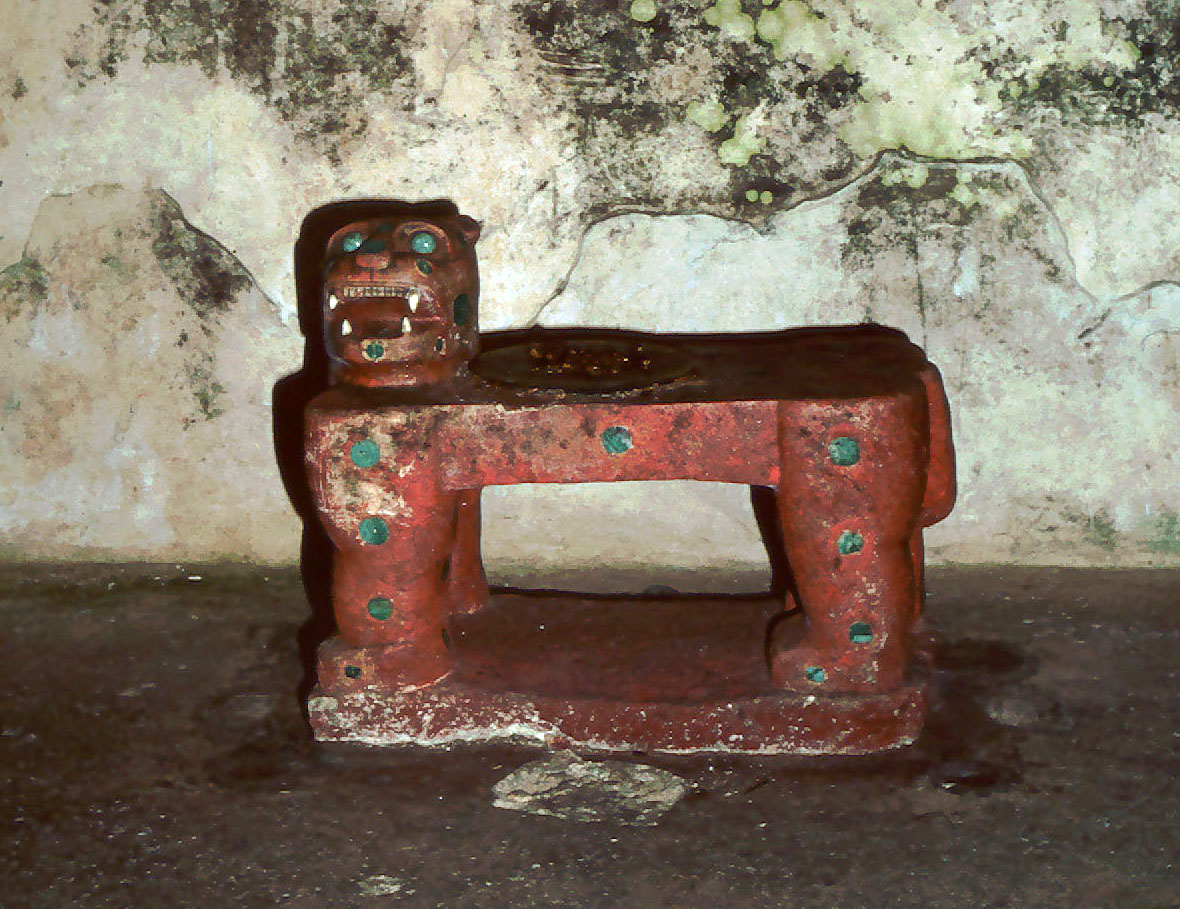
Trono del Jaguar Rojo (balam) en la cámara de sacrificios en el interior del templo de Kukulcán.

El Instituto Carnegie de Washington (Carnegie Institution of Washington) solicitó en 1924 permiso al Gobierno mexicano para realizar exploraciones y reconstrucciones en la zona de Chichén Itzá. En 1927, con la asistencia de arqueólogos mexicanos, se iniciaron los trabajos. En abril de 1931, buscando confirmar la hipótesis de que la estructura de la pirámide de Kukulcán se encontraba construida sobre otra pirámide más antigua, se iniciaron los trabajos de excavación y exploración, pese a la reticencia general de la época. En gran medida, el arqueólogo José Erosa Peniche influyó en la autorización de dicha exploración. El 7 de junio de 1932 se encontró una caja con objetos de coral y obsidiana e incrustaciones de turquesa a un lado de restos humanos; los objetos se exhiben en el Museo Nacional de Antropología de la Ciudad de México.
Después de largos trabajos, en abril de 1935 se encontró en el interior del templo una figura de Chac Mool con incrustaciones de concha nácar en sus uñas, dientes y ojos. El recinto donde se realizó el hallazgo fue bautizado como sala de las ofrendas o cámara norte. A sólo unos cuantos metros, y tras más de un año de excavaciones, en agosto de 1936 se descubrió un segundo recinto, el cual se bautizó con el nombre de cámara de sacrificios, dentro del cual se encontraron dos hileras de canillas humanas empotradas de forma paralela al fondo de la cámara, y el Trono del Jaguar Rojo el cual es una escultura de un jaguar (Panthera onca) de color rojo con 74 incrustaciones de jade que simulan en el cuerpo las manchas características de la especie; los ojos son simulados con medias lunas de la misma piedra y los colmillos y dientes en pedernal pintados de blanco. En el lomo se encontraba un disco de turquesas, el cual aparentemente servía para quemar copal; ambas figuras tienen su vista dirigida al NNE (nornoreste). Como conclusión se determinó la existencia de una pirámide de medidas aproximadas de 33 metros de ancho, de igual forma que la exterior, con nueve basamentos y una altura de 17 m hasta la plataforma del templete donde se encontraron el Chac Mool y el jaguar. Se estima que esta construcción corresponde al siglo XI d. C. Concluidos los trabajos se construyó una puerta de acceso en la balaustrada de la escalinata exterior de la fachada NNE para facilitar el acceso a los turistas. La pirámide interior más antigua es referida como «subestructura».

## Simbolismos calendáricos

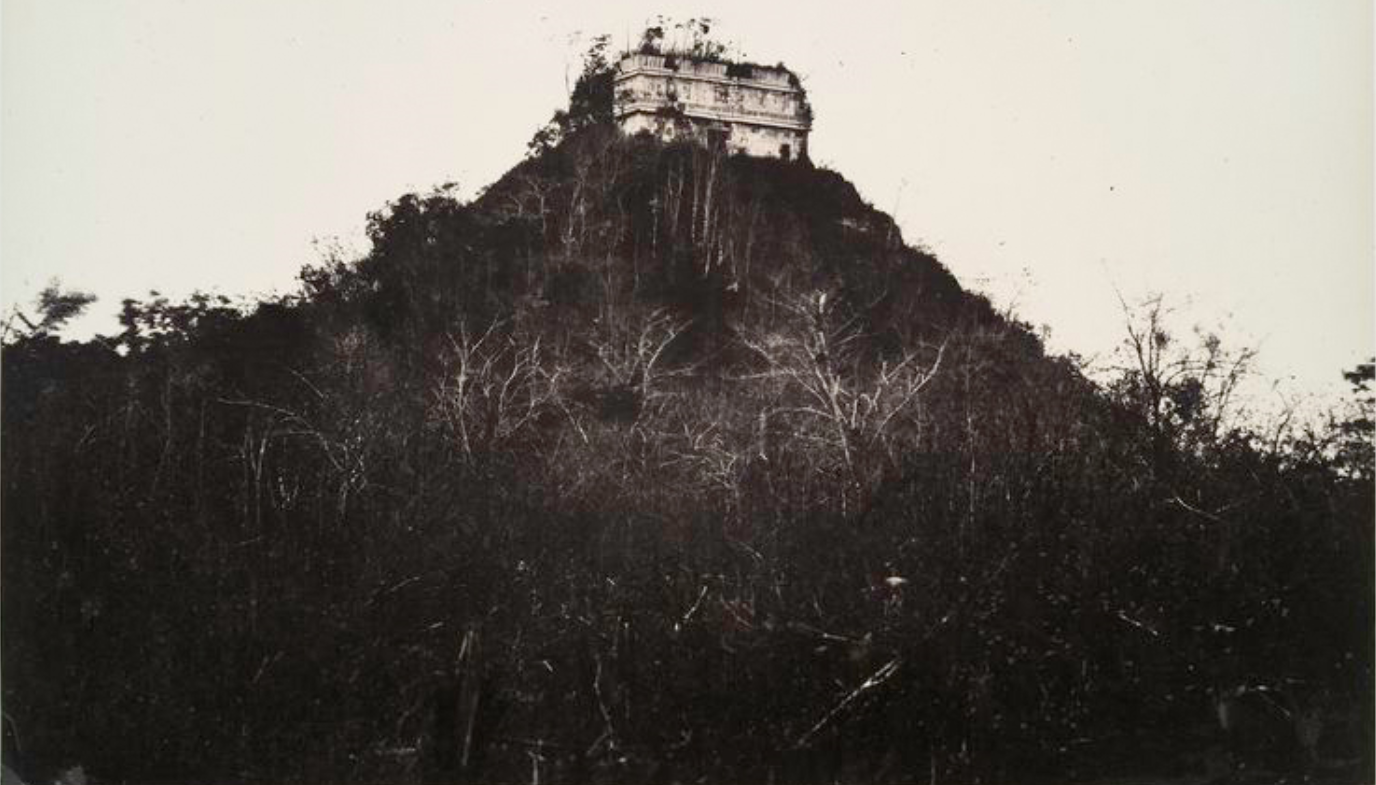
Templo de Kukulcán en 1860, tal y como lo encontró el arqueólogo francés Désiré Charnay.

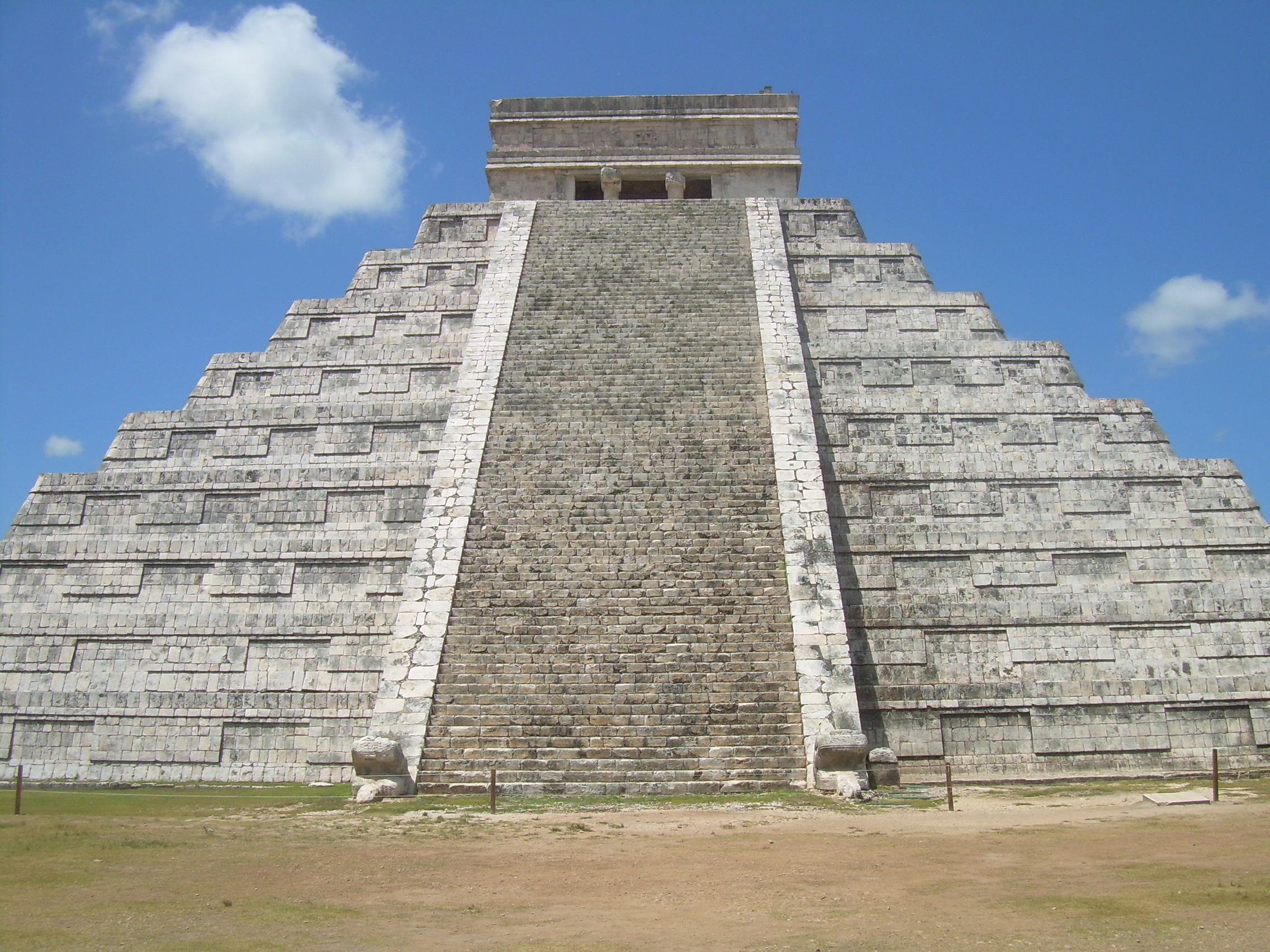
Fachada NNE nor-noreste, pueden observarse los 9 basamentos, y gran parte de los paneles en bajorrelieve. En la parte superior del templete puede verse la única de las 20 almenas que adornaban el techo, durante las ceremonias los mayas itzáes solían colocar 20 banderas de plumas. En el inferior de la escalinata central se observan dos cabezas de serpiente emplumadas adornando el inicio o final de los balaustres o pretiles.

El templo de Kukulcán, principal estructura de Chichén Itzá, demuestra los profundos conocimientos de matemáticas, geometría, acústica y astronomía que los mayas poseían. Al ser una sociedad inicialmente agrícola, los mayas observaron con detenimiento el comportamiento de las estaciones, las variaciones de las trayectorias del Sol y las estrellas, combinando sus conocimientos, lograron registrarlos en la construcción del templo dedicado a su dios Kukulcán.
Al igual que las culturas mesoamericanas, la cultura maya utilizó un calendario agrícola solar al que llamaban Haab, el cual cuenta con 18 meses o uinales. Cada uinal tiene 20 días o kines. De esta forma el calendario comprende 18 x 20 = 360 días regulares o kines, más cinco días adicionales, considerados como nefastos, llamados uayeb.
El templo de Kukulcán cuenta con cuatro escalinatas; cada una de ellas tiene 91 escalones. De esta forma suman 364 y considerando la plataforma superior del templo tenemos un total 365 unidades que representan los días del Haab.
El segundo calendario utilizado por los mayas, llamado Tzolkin o calendario sagrado, consta de 13 meses y cada mes tiene 20 días, de tal forma que este cuenta con 260 días. Los ciclos del Tzolkin y el Haab se fusionaron en una rueda calendárica de tal suerte que la combinaciones de ambos se repiten cada 18 980 días (mínimo común múltiplo de 260 y 365) equivalentes a 52 años, lo que quiere decir que cada 52 ciclos del calendario Haab comienza a repetirse la combinación de ambos calendarios.
Los números 18 (uinales), 20 (kines), 5 (uayeb) y 52 (ciclos) pueden descifrarse de manera más compleja en la pirámide de Kukulcán. El templo tiene nueve niveles o basamentos; si se observa de forma frontal cualquiera de las fachadas, al tener al centro de la vista la escalinata, se puede multiplicar el número de basamentos x 2, dando como resultado el número 18, correspondiendo así a los 18 uinales del Haab. En el templete superior de la pirámide existían cinco adornos o almenas en cada fachada; de esta manera se tenían 20 almenas que representan los 20 días o kines de cada uinal. En cada fachada, en el peralte de cada basamento se encuentran paneles en bajorrelieve; en el nivel más alto son solamente dos paneles, y los otros ocho basamentos cuentan con tres paneles, de tal forma que 3 x 8 = 24 + 2 = 26 paneles, que sumados a los otros 26 paneles del lado opuesto de la escalinata nos dan un gran total de paneles por fachada de 52; es decir, representan los 52 ciclos del Haab en la rueda calendárica. Como ornamentación, el edificio tiene 260 cuadrángulos, que coinciden con el número de días del calendario Tzolkin.
De esta forma, y acorde a los calendarios utilizados por los mayas, se puede deducir que la pirámide no solamente está dedicada al dios Kukulcán, sino que también observa la cuenta del tiempo dando particular relevancia a sus ciclos.

## Acústica en escalinata
Hacia finales del siglo XX el turismo en Chichén Itzá se incrementó y fue cuando accidentalmente los guías de turistas descubrieron un efecto acústico que se produce en la escalinata NNE de la pirámide. Si una persona aplaude de forma frontal a la escalinata, el sonido del aplauso se propaga hacia el peralte de los escalones y rebota en forma de eco distorsionado; es decir, la reflexión del sonido se escucha diferente de la fuente (aplauso), provocando un chirrido semejante al canto de un quetzal (video).
Técnicamente, esto se debe a que el sonido producido por la fuente se propaga de forma simultánea para chocar con los escalones inferiores y superiores de la escalinata; el sonido llega primero a los más cercanos, es decir, los inferiores, y una fracción de milisegundo después a los superiores. Esta fracción de tiempo es suficiente para crear interferencias con las ondas de reflexión y producir el peculiar eco. Solo los sonidos de baja frecuencia como el aplauso producen el efecto.

## Descenso de Kukulcán en los equinoccios

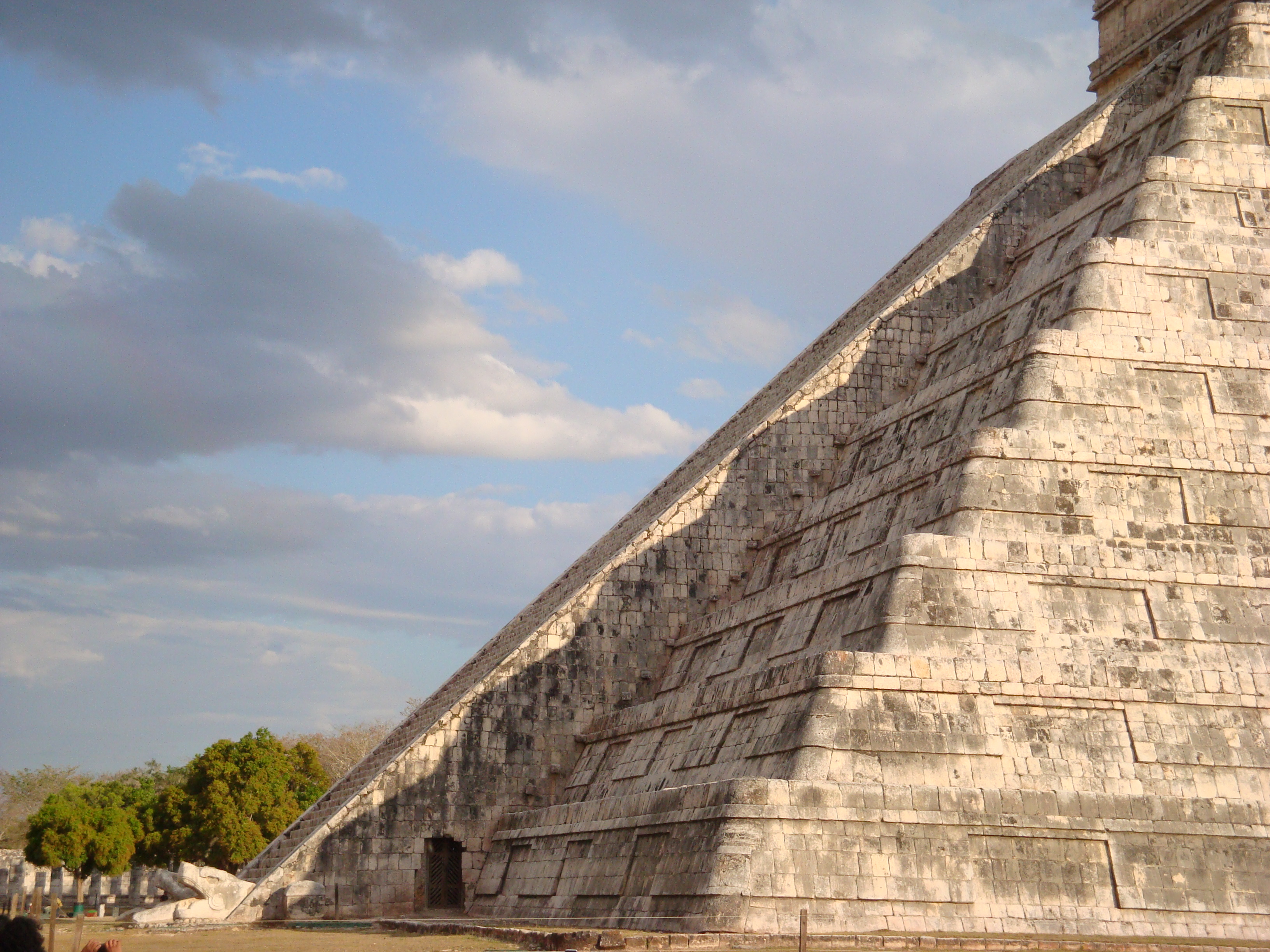
Triángulos de luz y sombra que aparentan el descenso de la serpiente de sombra Kukulcán por la escalinata en un día de equinoccio.

Iluminación de la Tierra por el Sol durante los equinoccios. El día tiene la misma duración que la noche.

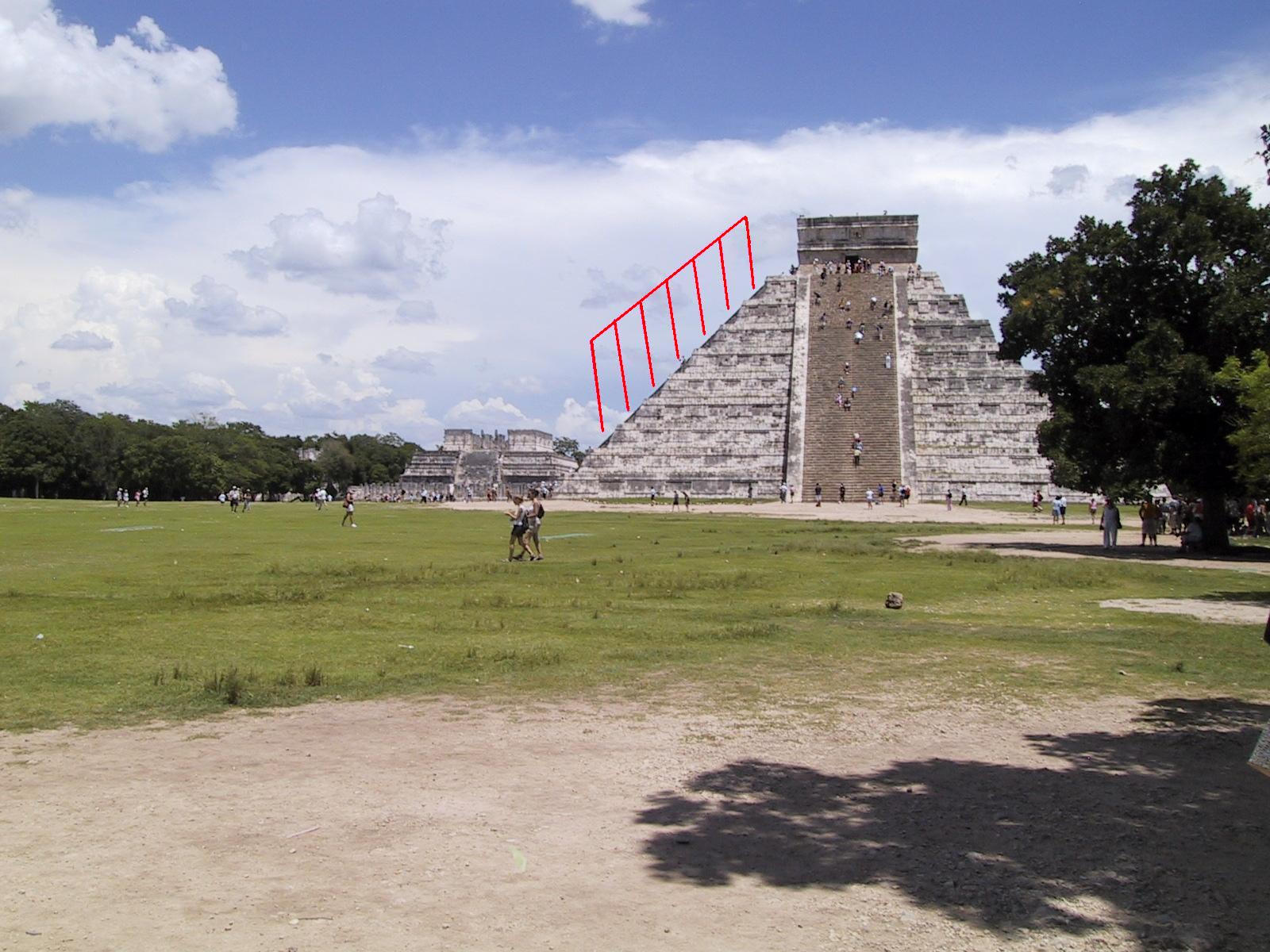
Fachada ONO, en la imagen se señalan los triángulos que forman los basamentos y que permiten el paso de luz proyectándose a la balaustrada de la escalinata.

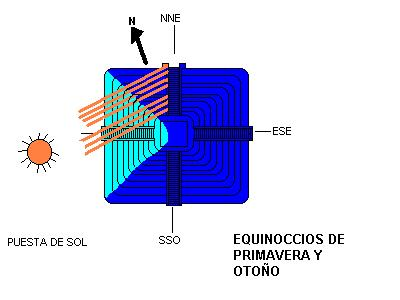
Formación de siete triángulos isósceles de luz en la escalera NNE simulando el cuerpo de una serpiente durante los atardeceres equinocciales, los rayos de luz penetran por la esquina norte de los basamentos de la fachada ONO.

Si durante un año y desde un punto fijo contemplamos el amanecer en el horizonte, podremos observar que el Sol va apareciendo en diferentes posiciones a lo largo del mismo y su trayectoria en el cielo va cambiando. Esto es debido a los propios movimientos de la Tierra, de rotación sobre su eje y traslación alrededor del Sol, así como la variante de su eclíptica y la inclinación del eje terrestre.
Refiriéndonos al hemisferio norte del planeta, durante un año el Sol parece colocarse en la línea del horizonte en un punto más austral durante el solsticio de invierno (diciembre), pasando por un punto intermedio durante el equinoccio de primavera (marzo) y llegando a un punto más septentrional durante el solsticio de verano (junio), para regresar nuevamente al punto intermedio durante el equinoccio de otoño (septiembre) y reiniciar el ciclo nuevamente.
Este movimiento aparente tiene una variación adicional si nos trasladamos a diferentes latitudes del planeta. Los mayas consideraron todas estas variables y con gran atención observaron los posibles fenómenos de luz y sombra generados durante cada día del año. Construyeron así la pirámide de Kukulcán teniendo en cuenta todas estas variables. Además de las consideraciones arquitectónicas, orientaron la fachada NNE con una inclinación aproximada de 20° con respecto al norte geográfico.
Al atardecer de los equinoccios de primavera y otoño se observa en la escalinata NNE de la pirámide de Kukulcán una proyección solar serpentina, consistente en siete triángulos isósceles de luz invertidos, como resultado de la sombra que proyectan las nueve plataformas de ese edificio durante el ocaso. En Chichén Itzá el fenómeno se ve en todo su esplendor y la imagen de la serpiente de triángulos de luz y sombra es proyectada a la alfarda NNE; conforme avanza el tiempo parece descender del templo una serpiente y el último reducto de luz se proyecta en la cabeza de la serpiente emplumada que se encuentra en la base de la escalinata. Este fenómeno ocurre en marzo y septiembre, y puede observarse aproximadamente durante un período de cinco días en las fechas más próximas a los equinoccios. La duración del efecto comienza aproximadamente tres horas antes del ocaso; al principio de estas horas se puede ver en la balaustrada una forma de luz ondulada que poco a poco se va cerrando para formar siete triángulos isósceles, los cuales solo pueden verse durante diez minutos; después comienzan a desaparecer paulatinamente.
Una de las posturas en la academia, señala que no hay evidencias de que este juego de luz y sombra fuera logrado a propósito, como resultado del diseño consciente de los mayas. Parten de investigaciones que señalan que el efecto puede observarse, sin cambios mayores, durante varias semanas. Otros de los trabajos académicos, presenta una propuesta en la que, si bien no está centrada en un solo par de fechas, dichas investigaciones señalan que se trata de un ciclo que comienza a mediados de febrero y finaliza los últimos días de octubre, en los que el efecto, está relacionado con la observación de Venus y los ciclos agrícolas del norte de Yucatán, en fechas similares a las que se dan en comunidades mayas del norte de la Península, como parte de un legado prehispánico
En la zona arqueológica de Mayapán existe una pirámide de menores dimensiones, pero de iguales proporciones y dedicada por supuesto a Kukulcán. La proyección ondulada del cuerpo de la serpiente también puede ser observada durante la puesta del sol cerca de los solsticios; sin embargo, no es tan espectacular debido al deterioro de la propia estructura.
En el año 1566, Diego de Landa describió que los mayas celebraban en el día 16 del mes Xul la ida de Kukulcán, a quien tenían como un dios. La celebración se realizaba en todo el mundo maya hasta la destrucción de Mayapán; después solamente los tutul xiues la realizaban en su capital Maní. Tras mantener ayuno y abstinencia, los sacerdotes, reunidos, iban al templo de Kukulcán, donde pasaban cinco días y noches en oración realizando algunos bailes devotos:

... Decían y tenían muy creído, que el postrer día bajaba Cuculcán del cielo y recibía los servicios, vigilias y ofrendas. Llamaban a esta fiesta Chickabán...
Relación de las cosas de Yucatán, Diego de Landa (1566).

Debido a que las fachadas SSO y ESE se encuentran deterioradas, no se observa ningún fenómeno de luz y sombra en los amaneceres equinocciales; sin embargo, es probable que si se restauraran las escalinatas y las balaustradas, se pudiera apreciar un efecto que evocara el ascenso del cuerpo de la serpiente a la pirámide por la escalinata de la fachada SSO.

## Kukulcán, Quetzalcóatl, Gucumatz, Coo Dzavui

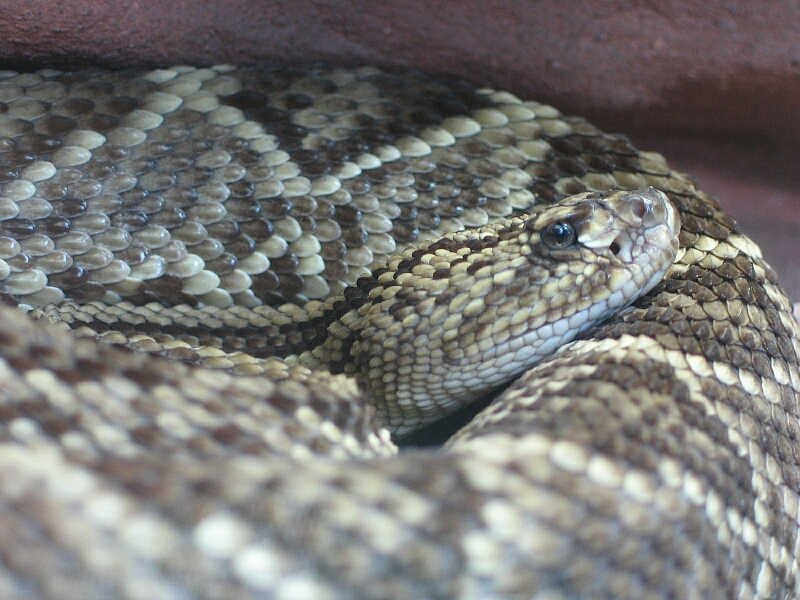
Crotalus durissus serpiente de cascabel (tsáab kaan) con triángulos en su cuerpo

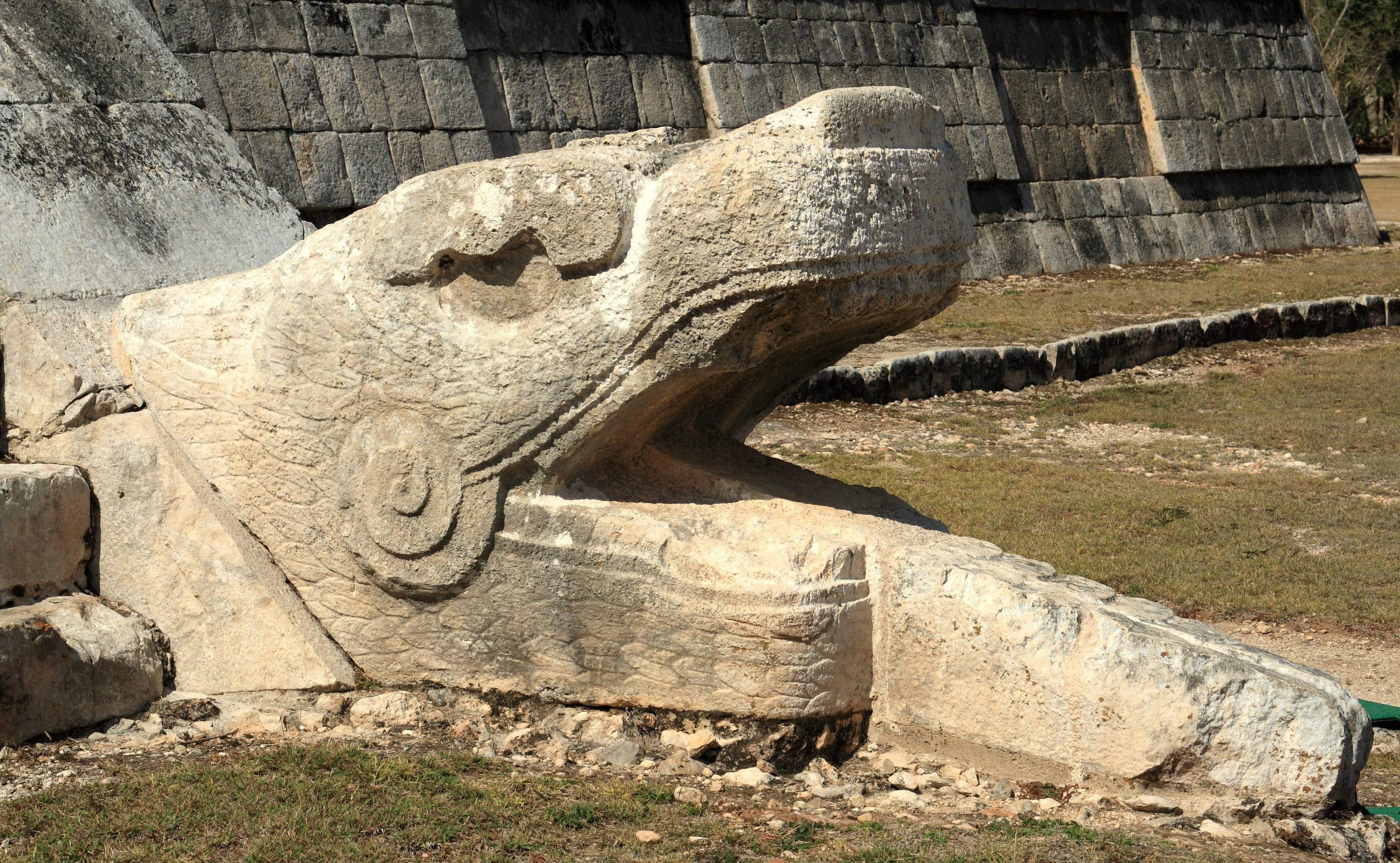
Cabeza de la serpiente emplumada al terminar la escalinata de la pirámide.

A finales del período clásico mesoamericano se registró una influencia arquitectónica, cultural y religiosa en la zona maya, la cual se ha adjudicado a la cultura tolteca del altiplano. Es por ello que se encuentran similitudes entre la deidad Quetzalcóatl (del náhuatl: Quetzalcōātl ‘serpiente emplumada’) y la deidad maya Kukulcán (del maya: K'uk'ulkan ‘serpiente emplumada’).
En el Popol Vuh la deidad es referida como Gucumatz (del quiché : Q'uk'umatz ‘serpiente emplumada’) quién junto con Tepew son considerados los dioses formadores del universo. Fue conocido por la cultura mixteca como Nueve Viento (del mixteco: Coo Dzavui ‘serpiente de lluvia’). De acuerdo a las descripciones de Diego de Landa, el dios fue especialmente venerado en varias ciudades del noroeste de la península de Yucatán, entre ellas destacan Chichén Itzá, Mayapán y Maní.
En muchas partes de la decoración arquitectónica de columnas y dinteles de Chichén Itzá, se encuentran alusiones al cuerpo de la serpiente, en el propio templo de Kukulcán, en el "Templo de los Jaguares", en el templo de los Guerreros, en el "Juego de Pelota", en la "Plataforma de las Águilas y los Jaguares". La clase del reptil parece ser Crotalus durissus conocida como serpiente de cascabel debido a la forma de la cabeza de las esculturas, a los relieves que detallan serpientes con cascabel en otros edificios de la ciudad, y a los triángulos de luz que se forman en los días equinocciales, los cuales evocan los triángulos que se forman en la piel del cuerpo de la especie.
Es destacable el decorado de la lengua de las serpientes que se encuentran en el remate de la escalinata. La lengua tiene semicírculos que hacen alusión a la trayectoria diaria del Sol en el cielo. En la vista de perfil de las cabezas, junto a la comisura de la boca se aprecian espirales que evocan a un caracol, el trazado puede interpretarse como una alusión al período cíclico del movimiento del Sol en el horizonte. En la parte superior de los párpados de la serpiente también se puede apreciar el símbolo de Sol.
Adicionalmente a la proyección del cuerpo imaginario de la serpiente (kan) descendiendo por la alfarda de la escalinata, los mayas colocaban banderas de plumas (k'u uk'um) en las almenas del templete durante las festividades equinocciales orientadas a dar inicio al ciclo agronómico de los mayas.

... Que es opinión entre los indios, que con los Yzaes que poblaron Chichenizá, reinó un gran señor llamado Cuculcán, y que muestra ser esto verdad el edificio principal que se llama Cuculcán; y dicen que entró por la parte de poniente y que difieren en si entró antes o después de los Yzaes o con ellos, y dicen que fue bien dispuesto y que no tenía mujer ni hijos; y que después de su vuelta fue tenido en México por uno de sus dioses y llamado Cezalcuati y que en Yucatán también lo tuvieron por dios por ser gran republicano, y que esto se vio en el asiento que puso en Yucatán después de la muerte de los señores para mitigar la disensión que sus muertes causaron en la tierra...
Relación de las cosas de Yucatán, Diego de Landa (1566).

## Solsticios

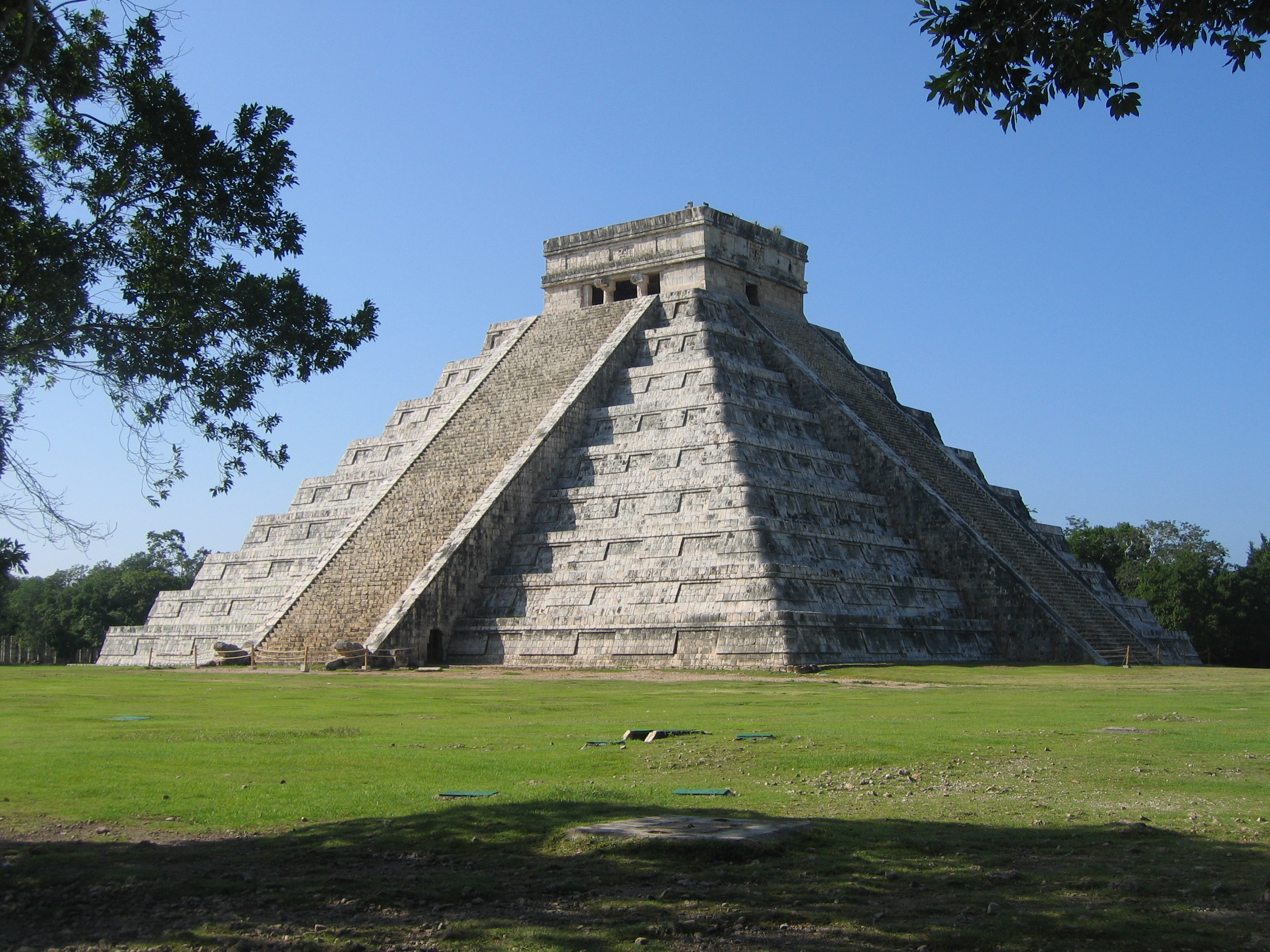
Fachada iluminada (NNE) y fachada en sombra (ONO)

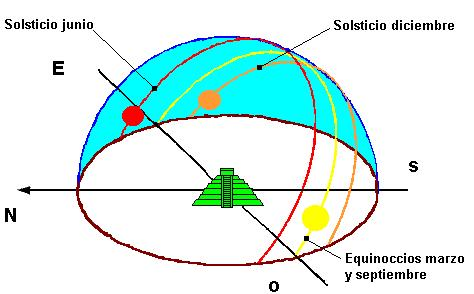
Trayectorias solares en solsticios y equinoccios

Desde la última década del siglo XX, los arqueólogos comenzaron a observar los fenómenos de luz y sombra que ocurren en los solsticios de verano e invierno, pero solo hasta junio de 2007 se realizaron estudios minuciosos del tema. Astrónomos del Instituto Tecnológico de Mérida e investigadores del Instituto Nacional de Antropología e Historia corroboraron que durante los primeros minutos del amanecer del solsticio de junio (verano hemisferio norte) y durante un período de 15 minutos, la pirámide de Kukulcán es iluminada en las fachadas NNE y ESE por los rayos del sol, mientras que las fachadas ONO y SSO permanecen en total oscuridad. En otras palabras un 50 % de la pirámide permanece iluminada y un 50 % permanece en la oscuridad marcando con este simbolismo el momento exacto del solsticio.
Este efecto de luz y sombra ocurre de forma semejante durante el solsticio de diciembre (invierno en el hemisferio norte), pero en el atardecer las fachadas iluminadas son la ONO y SSO mientras que las fachadas NNE y ESE permanecen en la sombra. El fenómeno se debe a la orientación de +/– 20° con respecto al norte geográfico, y la latitud en donde se encuentra ubicada la pirámide.

## Paso cenital

Orientación del sol, al amanecer y atardecer, durante los solsticios, equinoccios y días del paso cenital en Chichén Itzá.

Se llama paso cenital al momento cuando el sol pasa por encima de un punto geográfico de tal forma que no se proyectan sombras. Esto ocurre solamente en la zona geográfica comprendida entre el Trópico de Cáncer y el trópico de Capricornio. Más al norte o al sur de los trópicos nunca se alcanza el verdadero cénit, pues el sol siempre se encuentra más al norte o al sur. En los trópicos el paso cenital ocurre un solo día, coincide con el solsticio de verano (20 o 21 de junio) en el trópico de Cáncer (latitud norte 23°26′16") y con el solsticio de invierno (21 o 22 de diciembre) en el Trópico de Capricornio (latitud sur 23°26'16"). En los demás puntos geográficos que se encuentran localizados entre ambos trópicos, el paso cenital ocurre dos días al año, las fechas dependen de la latitud en la que se ubiquen y son distintas en cada lugar.
De esta forma, el paso cenital en Xochicalco ocurre los días 15 de mayo y 29 de julio, en Monte Albán ocurre el 8 de mayo y el 5 de agosto. Para el caso de Chichén Itzá, por su latitud norte de 20°40′58″, los días de paso cenital ocurren el 23 o 24 de mayo y el 19 de julio. Especialistas en Arqueoastronomía han realizado investigaciones y observaciones de lo que ocurre en las fechas de paso cenital en diversos sitios arqueológicos. Los primeros investigadores para el caso de Chichén Itzá fueron Franz Tichy, Johanna Broda y Susan Milbrath. Broda concluyó que las culturas mesoamericanas eligieron cuidadosamente la ubicación de sus centros ceremoniales registrando el movimiento aparente del sol sobre el horizonte y observando los pasos cenitales.
Recientemente las investigaciones realizadas por Arturo Montero García, Jesús Galindo Trejo y David Wood Caso han detectado que cuando se observa el amanecer el día del paso cenital, el sol se encuentra a 67°30′ azimut, y que visto desde lo alto del templo de Kukulcán, la dirección coincide con la esquina noreste de la misma edificación. Una línea imaginaria del observador hacia el sol en el momento del amanecer cruzaría también por lo alto del templo de las Mesas (al noreste del templo de los Guerreros). Por otra parte, al momento del ocaso, el sol se encuentra a 292° 30' azimut, visto desde lo alto del templo, la dirección del sol coincide con la escalinata noroeste. Si se sigue esta línea imaginaria del observador hacia el sol en el momento del atardecer, esta coincide con la boca rectangular que los mayas hicieron al cenote Holtún. Ese mismo día, en el interior del cenote se puede ver la vertical de los rayos solares en el momento del cénit, esta coincidencia podría tener un simbolismo religioso relativo al inframundo de la cosmovisión maya.
El explorador John Lloyd Stephens en 1840 se percató de la orientación de los edificios. Debido a que no pudo observar los efectos de luz y sombra, atribuyó un posible error en la construcción de los mismos, nunca se imaginó que esta variación había sido totalmente premeditada siglos antes por los constructores mayas, por otra parte las medidas referidas parecen tener cierta variación con las reales:

... A la distancia como de quinientos pies de este edificio, hacia el sureste, descuella el llamado «Castillo», que es el primer edificio que vimos, y el más culminante de todos por cualquier punto de la llanura...

... El montículo sobre el cual se halla erigido mide en su base, por los lados del sur y del norte, ciento noventa y seis pies diez pulgadas, y en los lados del oriente y poniente, doscientos dos pies. No corresponde exactamente a los cuatro puntos cardinales, aunque es probable que se pretendió al construirlo que así fuese; y en todos los edificios, por algún motivo no muy fácil de explicar, mientras que uno tiene una inclinación o variación de diez grados, respecto de un punto, el inmediato varía doce o trece respecto de otro punto...

... En el lado del oeste hay una escalinata de treinta y siete pies de anchura; y en la del norte otra de cuarenta y cinco pies y contiene noventa escalones. Al pie de esta, formando un arranque atrevido para la parte superior, hay dos cabezas colosales de serpientes de diez pies de extensión, con la boca abierta y la lengua fuera. No hay duda de que eran los emblemas de alguna creencia religiosa, y debieron de haber excitado un sentimiento solemne de terror en el ánimo de un pueblo dotado de imaginación, cuando se paseaba entre ambas cabezas...
Incidentes del viaje a Yucatán, John L. Stephens (1843).

Para que la pirámide de Mayapán, que fue construida con características semejantes a la de Chichén Itzá, pueda mostrar los mismos fenómenos de luz y sombra, su orientación tuvo que tener una ligera variación debido a que no se encuentra en la misma coordenada de latitud que la de Chichén Itzá.
De esta forma, la construcción de la pirámide parece ser un calendario arquitectónico que marca los solsticios y equinoccios, fechas importantes para los ciclos agrícolas. Cuando la órbita de la Luna se encuentra en la misma posición equinoccial de sol, también es posible ver en la alfarda de la escalinata NNE la figura proyectada de la serpiente en un espectáculo natural nocturno.
Estos fenómenos de luz y sombra que se observan en la pirámide son fieles testimonios que prueban los conocimientos astronómicos de la cultura maya, en la estructura conocida como el observatorio, el caracol o «edificio circular» también se han registrado efectos de luz y sombra durante los equinoccios. En el Códice de Dresde se ha podido interpretar que los mayas estudiaban la trayectoria orbital del planeta Venus, al cual le dedicaron una pequeña construcción en la ciudad de Chichén Itzá.

... El cuarto Ahau katún es el undécimo katún. Se cuenta en Chichén Itzá, que es el asiento del katún.

Llegarán a su ciudad los itzáes, llegarán plumajes, llegarán quetzales, llegará Kantenal, llegará Xekik, llegará Kukulcán. Y en pos de ellos otra vez llegarán los itzáes...
Chilam Balam de Chumayel, anónimo.

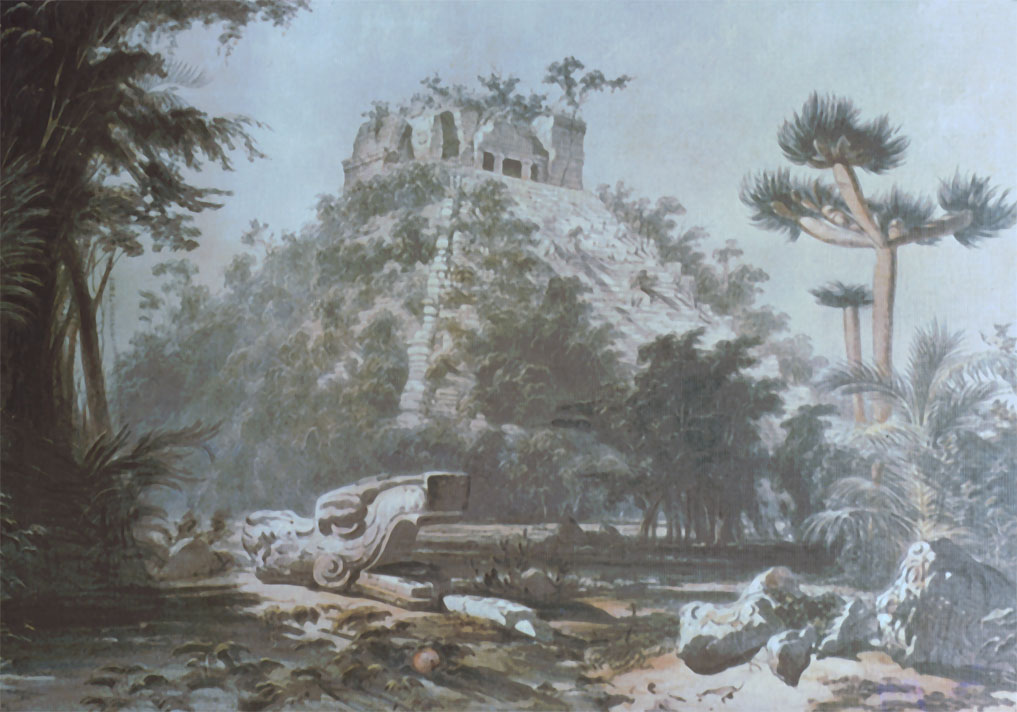
Dibujo de Frederick Catherwood de 1843
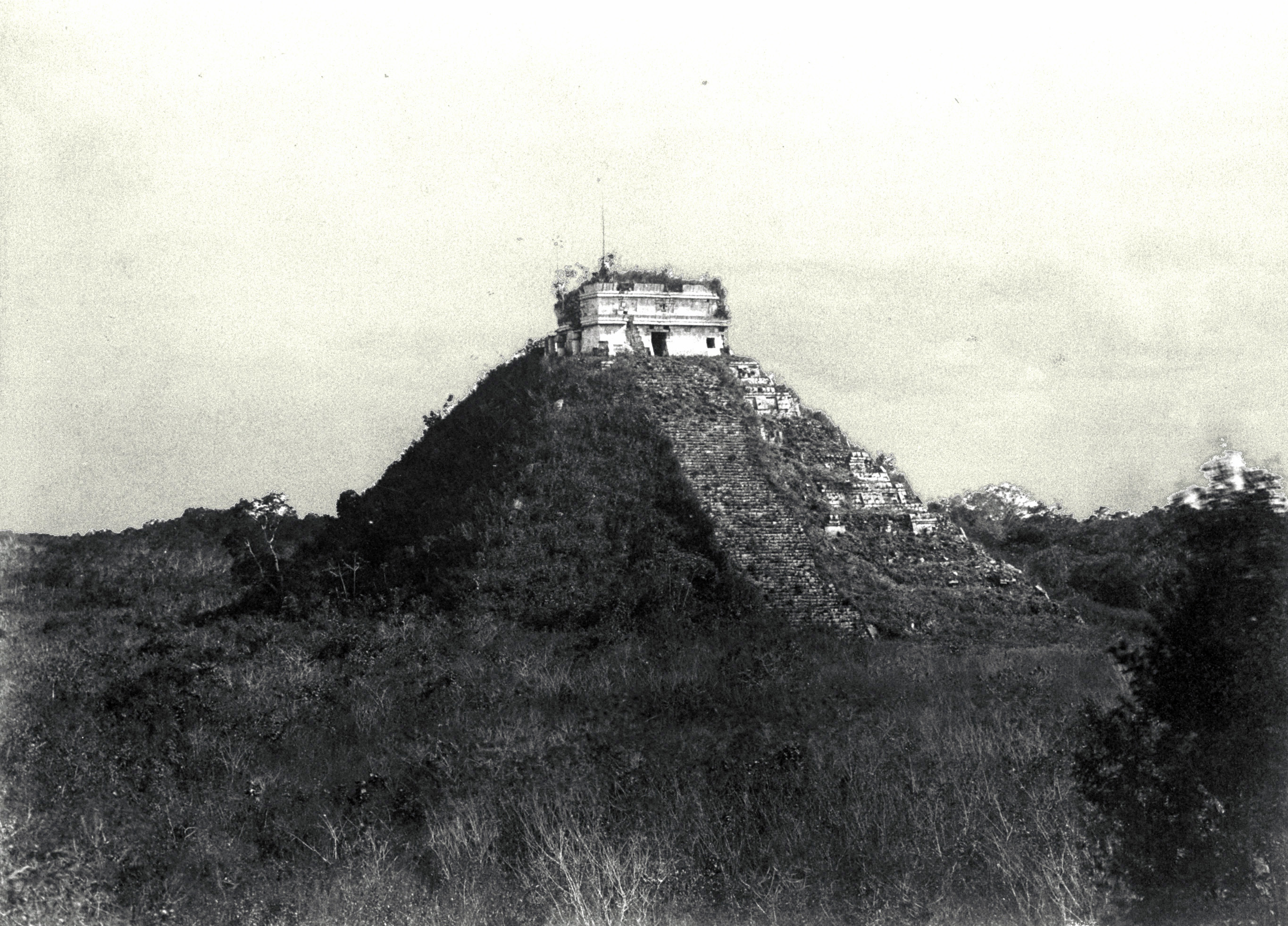
Fotografía de Teobert Maler en 1892
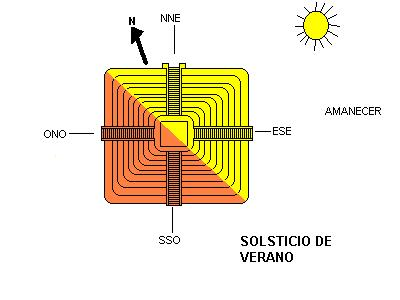
Iluminación durante el solsticio de junio (verano en el hemisferio norte)
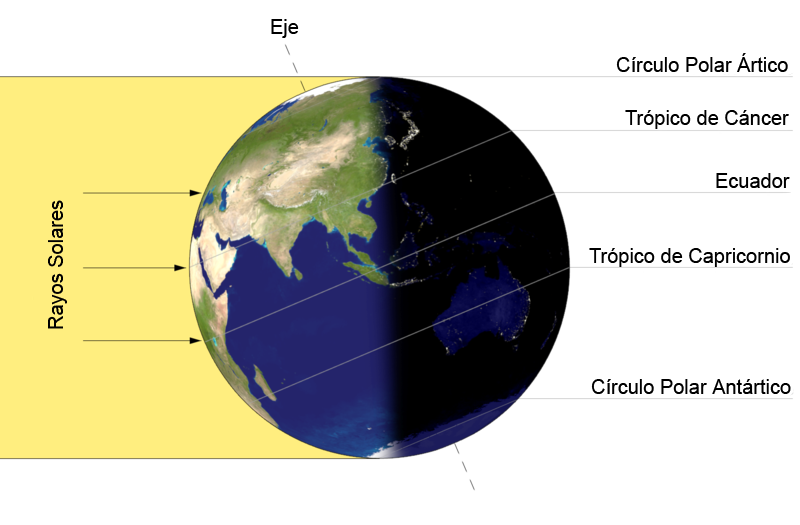
Iluminación de la Tierra por el Sol en el solsticio de junio
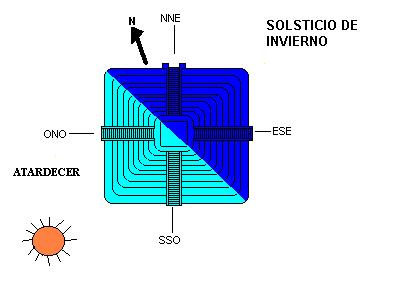
Iluminación durante el solsticio de diciembre (invierno en el hemisferio norte)
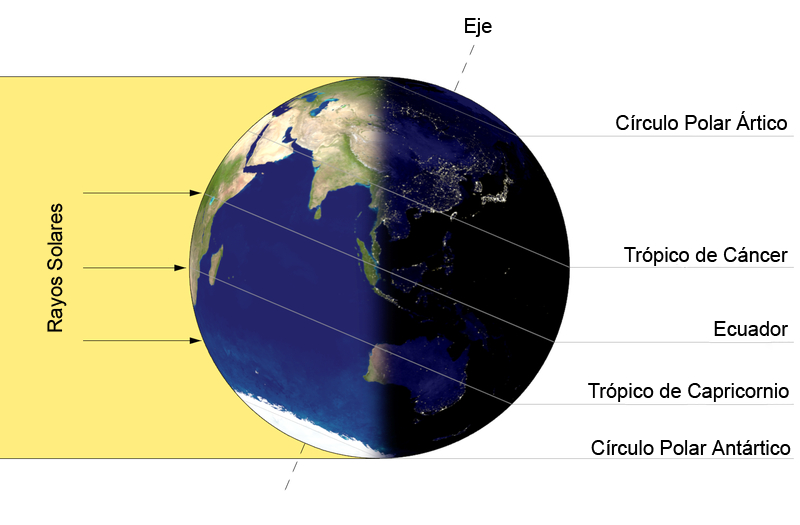
Iluminación de la Tierra por el Sol en el solsticio de diciembre